# Eustach IV. z Boulogne
Eustach IV. z Boulogne (francouzsky Eustache IV de Boulogne, 1127/31? – 17. srpna 1153) byl hrabětem z Mortain a Boulogne a následníkem anglického trůnu. Svými současníky byl odsuzován pro špatný charakter a kořistnictví na církevním zboží.

## Život
Eustach byl druhorozeným synem hraběte Štěpána z Blois a Matyldy z Boulogne. Hrabě Štěpán strávil mládí na anglickém dvoře svého strýce krále Jindřicha I. a po jeho smrti roku 1135 popřel nárok jeho dcery, své sestřenice Matyldy a nechal se za podpory části anglické šlechty korunovat králem. Eustachovi téhož roku předal hrabství Mortain.
Chlapec se měl po předčasné smrti staršího bratra Balduina stát následníkem trůnu a roku 1140 byl v Paříži oženěn s Konstancií, dcerou francouzského krále Ludvíka VI. O sedm let později byl pasován na rytíře a roku 1151 se podílel na neúspěšné vojenské invazi svého švagra Ludvíka VII. do Normandie patřící Geoffroyovi z Anjou. Téhož roku se po matčině skonu stal hrabětem z Boulogne. Roku 1152 se král Štěpán snažil prosadit synovu korunovaci, což se mu nepodařilo pro odpor arcibiskupa z Canterbury Theobalda z Becu.
Společně s Jindřichem ze Champagne a Robertem z Dreux se podílel na marné snaze francouzského krále udržet Akvitánii po rozvodu s Eleonorou Akvitánskou. Zemřel náhle v srpnu 1153 a byl pohřben v Kentu v benediktinském klášteře Faversham, který byl založen jeho rodiči. Bezdětná vdova Konstancie se znovu provdala za Raimonda z Toulouse a zarmoucený král Štěpán dokončil jednání se svou sestřenicí Matyldou o tzv. smlouvě z Wallingfordu, v níž bývalí protivníci potvrdili v osobě Matyldina syna Jindřicha nástup dynastie Plantagenetů na anglický trůn.